# Agis IV
Agis IV (en griego antiguo: Ἄγις; c. 265-241 a. C.) fue un rey de Esparta, hijo mayor de Eudamidas II. Fue el vigésimo cuarto rey de la dinastía Euripóntidas. La posteridad le ha reconocido como un monarca idealista y nada pragmático.

## Sucesión
Sucedió a su padre en 244 a. C. y reinó hasta 242 a. C.
Desde el inicio de su reinado se mostró partidario de las reformas políticas a las que se oponía su colega Leónidas II. Las leyes introducidas por Epitadeo habían dado a todos los cabezas de familia espartanos los mismos derechos y tierra, pero se había producido una concentración de familias que había producido que ya sólo quedaran unas 700 familias espartanas de linaje real. La tierra se había concentrado en muy pocas manos, y muchas de estas familias estaban dirigidas por mujeres, lo cual dejaba unas 100 familias con una riqueza extraordinaria, mientras que el resto del pueblo se llenaba de deudas.

## Reformas
Contra eso, Agis era partidario de restablecer las leyes de Licurgo y presentó al senado una propuesta para abolir las deudas y repartir la tierra; esto recibió el apoyo de los jóvenes y de los pobres, así como de algunos influyentes personajes, como su tío Agesilao (que tenía muchas tierras, pero que se había endeudado), Lisandro y Mandroclides, pero también se le opusieron muchos otros como su colega Leónidas.
Fue Lisandro el que presentó la propuesta del rey a los éforos: la división que se proponía era de 4500 lotes iguales a dividir entre los más distinguidos de los periecos y algunos residentes extranjeros; y otros 15.000 lotes para el resto de los periecos. 
El senado no tomó ninguna decisión y Lisandro convocó una asamblea del pueblo (apella), a la que Agis sometió su propuesta, y ofreció sus propias tierras y dinero, algo que igualmente harían lo mismo su madre y su abuela (mujeres de gran riqueza), seguidas por sus amigos. El partido opositor, dirigido por el otro diarca, Leónidas, educado en la corte de los seléucidas, fue al senado para rechazar los planes de Agis y lo consiguió por un solo voto. Esto irritó a Agis, que ordenó a Lisandro lanzar una acusación contra su rival, al que acusó de haber violado las leyes casándose con una extranjera y viviendo en el extranjero; el pueblo, entregado a Agis, aprobó el derrocamiento de Leónidas y su sustitución por su yerno Cleómbroto, que colaboró con Agis.

## La pérdida de apoyo
Cuando se acabó el mandato de Lisandro como éforo, al cabo de un año, los nuevos éforos se opusieron a las reformas y decidieron restaurar a Leónidas, acusando a Lisandro y Mandroclides de violar la ley. Alarmados, estos últimos convinieron con Agis en deponer a los éforos por la fuerza y nombrar a otros en su lugar. Así lo hicieron. Leónidas que había regresado a la ciudad hubo de huir a Tegea, y el mismo Agis hubo de proteger del pueblo instigado por el tío del rey Agesilao. La avaricia de este frustró los planes del rey. Agesilao convenció a Lisandro, que era su nieto, que había que comenzar por abolir las deudas (que era lo que a él le afectaba) y se quemaron los registros de deudas en el ágora; después de eso, Agesilao demoró la repartición de la tierra.
En 243 a. C., Arato de Sición, general en jefe de la Liga Aquea, entró en Corinto con un golpe de mano y expulsó a la guarnición macedonia. Agis atacó a Arato al frente de un ejército espartano, pero fue derrotado y Esparta hubo de entrar en alianza con la Liga.  
Hacia 242 a. C., la Liga Aquea pidió la ayuda de Esparta contra la Liga Etolia que se había aliado a Macedonia. Agis fue enviado al frente de un ejército que había de luchar al lado de Arato de Sición, pero la táctica muy prudente de este impidió a Agis participar en ninguna acción importante, pero sí que se distinguió por la disciplina de sus tropas. Durante su ausencia, Agesilao se enfrentó con las clases bajas tanto por su conducta personal como por el aplazamiento continuo de la repartición de la tierra, y en estas circunstancias, Agesilao no se opuso cuando los enemigos de Agis dieron un golpe de Estado y colocaron a Leónidas en el trono. Cleómbroto huyó de la ciudad. Agis volvió a la ciudad sin saber lo que había pasado y hubo de huir también y ambos se refugiaron en santuarios, el primero en el de Atenea Calcidea y el segundo en el templo de Poseidón.

## Ejecución
Cleómbroto pudo ir al exilio y Agis, detenido por un grupo de amigos que le traicionaron, fue encarcelado.
Leónidas fue a prisión con un grupo de mercenarios y se aseguró de que Agis no se escapara, y entonces dejó entrar a los éforos y se celebró un juicio amañado. Se preguntó a Agis si se arrepentía de sus actos y dijo que no, que era su designio glorioso por el que moriría; fue condenado y ejecutado rápidamente (241 a. C.), juntamente con su madre, Agesístrata y su abuela. Fue el primer rey de Esparta muerto por orden de los éforos. Leónidas casó a la viuda, Agiatis, con su hijo Cleómenes. El cargo de rey de la línea Euripóntida fue para Euridamidas.